# 溫伯恩明斯特
溫伯恩明斯特（英語：Wimborne Minster）是位於英國東南英格蘭多塞特郡的一座城市，以溫伯恩大教堂而聞名。2011年人口普查時，溫伯恩明斯特有人口15,174人。溫伯恩明斯特也是東南多塞特大都市區的一部分。